# Pravokotni trapez
Pravokótni trapéz je trapez v katerem obstaja notranji pravi kot (π/2, 90°). Zaradi definicije trapeza (štirikotnik z dvema vzporednima stranicama) morata seveda obstajati dva notranja prava kota in dva para pravokotnih stranic, oziroma en krak d je pravokoten na obe osnovnici a, c.

## Splošne značilnosti
- pravokotni trapez nima osne simetrije.
- diagonali nista skladni (enako dolgi).
- diagonali nista pravokotni, zato pravokotni trapez ni ortodiagonalni štirikotnik.
- višina v je enaka pravokotni stranici d na osnovnici (v = d).

Pravokotnemu trapezu ne moremo očrtati krožnice in tako ni tetivni ali celo bicentrični štirikotnik. 

## Posebni primer
Nekaterim pravokotnim trapezom lahko vrčtamo krožnico in so tangentni štirikotniki, oziroma poseben primer tangentnega trapeza - pravokotni tangentni trapez.

## Obseg
Obseg pravokotnega trapeza je skupna dolžina vseh stranic:
{\displaystyle o=a+b+c+d\!\,.}

## Ploščina
Ploščina pravokotnega trapeza je enaka:
{\displaystyle p={\frac {(a+c)d}{2}}=md\!\,,}
kjer sta a in c osnovnici, d pravokotni krak, m:
{\displaystyle m={\frac {a+c}{2}}\!\,}
pa srednjica (daljica, ki veže središči krakov b in d, in je vzporedna osnovnicama), srednja vrednost stranic a in c. Na ploščino pravokotnega trapeza lahko gledamo kot na produkt pravokotnega kraka in srednje vrednosti vzporednih stranic.
Za ploščino pravokotnega trapeza velja enaka formula kot za trapez, če poznamo le dolžine stranic.